# Elżbieta Rumuńska
Elżbieta Rumuńska (ur. 12 października 1894, w Rumunii; zm. 14 listopada 1956, we Francji) – księżniczka Rumunii, królowa Grecji.
Jej rodzicami byli król Rumunii - Ferdynand I i królowa Maria Koburg. 27 lutego 1921 roku, w Bukareszcie wyszła za mąż za Jerzego II. Para jednak nie miała dzieci.
Gdy mąż Elżbiety został usunięty z tronu, udała się razem z nim do Rumunii. Pod koniec roku 1934, po upadku republiki w Grecji, rodzina królewska powróciła do kraju. W 1940 roku, po zajęciu Grecji przez wojska niemieckie i włoskie, Elżbieta ponownie opuściła kraj. Umarła w 1956 roku, we francuskim Cannes. Pochowana została w kościele Hedinger Kirche w Sigmaringen.